# 山陽ゴルフ倶楽部
山陽ゴルフ倶楽部（さんようゴルフクラブ）は、岡山県赤磐市にあるゴルフ場。

## 所在地
- 〒701-2433 岡山県赤磐市平山428番地

## 歴史
- 1981年（昭和56年）11月1日 国際開発株式会社（本社・愛知県名古屋市港区）が岡山県赤磐郡吉井町平山（現・赤磐市平山）に山陽ゴルフ倶楽部吉井コースを開場。全長7,388ヤード、パー72
- 1988年 (昭和63年) 8月11日~8月14日 男子プロゴルフツアー・日経カップ中村寅吉メモリアルを開催   (全長7,298ヤード、パー72)   尾崎将司が通算5アンダー、283で優勝
- 1990年 (平成2年) 3月22日~3月25日 男子プロゴルフツアー・テーラーメイド瀬戸内海オープントーナメントを開催 (全長7,304ヤード、パー72) 倉本昌弘が通算7オーバー、295で優勝
- 1992年 (平成4年)  3月26日~3月29日 男子プロゴルフツアー・テーラーメイドKSBオープントーナメントを開催   (全長7,124ヤード、パー72) 最終日が雨の為中止となり、54ホールに短縮、奥田靖己が通算6アンダー、210で優勝
- 1993年 (平成5年)  3月25日~3月28日 男子プロゴルフツアー・テーラーメイドKSBオープントーナメントを開催   (全長7,099ヤード、パー72) 尾崎健夫が通算12アンダー、276で優勝
- 1996年（平成8年） コース改造を実施。全長7,236ヤード、パー72となる
同年、第80回日本プロゴルフ選手権を開催、尾崎将司が通算18アンダー、270で優勝
- 2003年（平成15年）2月27日 国際開発株式会社が名古屋地方裁判所に自己破産を申請。負債総額約100億円。これにより営業休止。
- 2004年（平成16年）4月27日 全秦通商株式会社（本社・岡山県津山市）が再建に着手し、コース改修の上、山陽ゴルフ倶楽部としてリニューアルし営業再開。
- 2005年（平成17年）9月10日 - 9月12日 晴れの国おかやま国体のゴルフ競技（成年男子）会場として使用。

## コース情報
- 開場日 - 1981年11月1日
- 設計者 - ジャック・ニクラス、綱島彰
- 面積 - 125万m2（33万坪）
- ヤーデージ - 7221ヤード
- ホール/パー - 18H/Par72
- 休場日 - 祝日以外の第1金曜

## アクセス
- 山陽自動車道/山陽IC 21km
- 中国自動車道/美作IC 25km
- 岡山空港/33km